# Championnats d'Europe de karaté 2022
Navigation
Édition précédente Édition suivante
Les Championnats d'Europe de karaté 2022, cinquante-septième édition des Championnats d'Europe de karaté, ont lieu du 25 au 29 mai 2022 au Karataş Şahinbey Sport Hall de Gaziantep en Turquie.

## Podiums

### Hommes
| Épreuve           | Or | Argent | Bronze |
| ----------------- | --- | --- | --- |
| Kata              | Ali Sofuoğlu (TUR)                                                                                           | Damián Quintero (ESP) | Yuki Ujihara (SUI) |
| Kata              | Ali Sofuoğlu (TUR)                                                                                           | Damián Quintero (ESP) | Mattia Busato (ITA) |
| Kata par équipe   | Turquie Emre Vefa Göktaş Enes Özdemir Ali Sofuoğlu                                                           | Espagne Sergio Galán Óscar García Alejandro Manzana                                                                       | Italie Mattia Busato Gianluca Gallo Alessandro Iodice                                                                          |
| Kata par équipe   | Turquie Emre Vefa Göktaş Enes Özdemir Ali Sofuoğlu                                                           | Espagne Sergio Galán Óscar García Alejandro Manzana                                                                       | Azerbaïdjan Rovshan Aliyev Tural Baljanli Ismayil Guliyev                                                                      |
| Kumite −60 kg     | Eray Şamdan (TUR)                                                                                            | Angelo Crescenzo (ITA) | Ronen Gehtbarg (ISR) |
| Kumite −60 kg     | Eray Şamdan (TUR)                                                                                            | Angelo Crescenzo (ITA) | Christos-Stefanos Xenos (GRE)                                                                                                  |
| Kumite −67 kg     | Burak Uygur (TUR)                                                                                            | Dionysios Xenos (GRE) | Joaquim Mendes (POR) |
| Kumite −67 kg     | Burak Uygur (TUR)                                                                                            | Dionysios Xenos (GRE) | Steven Da Costa (FRA) |
| Kumite −75 kg     | Erman Eltemur (TUR)                                                                                          | Brandon Wilkins (ENG) | Elhami Shabani (KOS) |
| Kumite −75 kg     | Erman Eltemur (TUR)                                                                                          | Brandon Wilkins (ENG) | Luigi Busà (ITA) |
| Kumite −84 kg     | Dániel György (HUN)                                                                                          | Enes Garibović (CRO) | Petar Spasenovski (MKD) |
| Kumite −84 kg     | Dániel György (HUN)                                                                                          | Enes Garibović (CRO) | Walid Deghali (BEL) |
| Kumite +84 kg     | Anđelo Kvesić (CRO)                                                                                          | Luca Costa (BEL) | Ryzvan Talibov (UKR) |
| Kumite +84 kg     | Anđelo Kvesić (CRO)                                                                                          | Luca Costa (BEL) | Gogita Arkania (GEO) |
| Kumite par équipe | France Enzo Berthon Kilian Cizo Hendrick Confiac Jessie Da Costa Steven Da Costa Mehdi Filali Younesse Salmi | Azerbaïdjan Panah Abdullayev Tural Aghalarzade Rafael Aghayev Asiman Gurbanli Rafiz Hasanov Turgut Hasanov Aykhan Mamayev | Ukraine Valerii Chobotar Stanislav Horuna Valerii Sonnykh Ryzvan Talibov Andrii Toroshanko Kostiantyn Tsymbal Andrii Zaplitnyi |
| Kumite par équipe | France Enzo Berthon Kilian Cizo Hendrick Confiac Jessie Da Costa Steven Da Costa Mehdi Filali Younesse Salmi | Azerbaïdjan Panah Abdullayev Tural Aghalarzade Rafael Aghayev Asiman Gurbanli Rafiz Hasanov Turgut Hasanov Aykhan Mamayev | Grèce Theoharis Giannakos Konstantinos Mastrogiannis Dimitrios Stolis Georgios Tzanos Dionysios Xenos Christos-Stefanos Xenos  |

### Femmes
| Épreuve           | Or                                                               | Argent                                                                        | Bronze                                                            |
| ----------------- | ---------------------------------------------------------------- | ----------------------------------------------------------------------------- | ----------------------------------------------------------------- |
| Kata              | Sandra Sánchez (ESP)                                             | Dilara Bozan (TUR)                                                            | Jasmin Jüttner (GER)                                              |
| Kata              | Sandra Sánchez (ESP)                                             | Dilara Bozan (TUR)                                                            | Terryana D'Onofrio (ITA)                                          |
| Kata par équipe   | Italie Carola Casale Terryana D'Onofrio Michela Pezzetti         | Espagne María López Lidia Rodríguez Raquel Roy                                | Turquie Zehra Kaya Damla Pelit Damla Su Türemen                   |
| Kata par équipe   | Italie Carola Casale Terryana D'Onofrio Michela Pezzetti         | Espagne María López Lidia Rodríguez Raquel Roy                                | France Alexandra Feracci Lætitia Feracci Laura Pieri              |
| Kumite −50 kg     | Serap Özçelik (TUR)                                              | Erminia Perfetto (ITA)                                                        | Niswa Ahmed (FRA)                                                 |
| Kumite −50 kg     | Serap Özçelik (TUR)                                              | Erminia Perfetto (ITA)                                                        | Jelena Pehar (CRO)                                                |
| Kumite −55 kg     | Anzhelika Terliuga (UKR)                                         | Ivet Goranova (BUL)                                                           | Madina Sadigova (AZE)                                             |
| Kumite −55 kg     | Anzhelika Terliuga (UKR)                                         | Ivet Goranova (BUL)                                                           | Amy Connell (SCO)                                                 |
| Kumite −61 kg     | Ingrida Suchánková (SVK)                                         | Anna Miggou (GER)                                                             | Anita Serogina (UKR)                                              |
| Kumite −61 kg     | Ingrida Suchánková (SVK)                                         | Anna Miggou (GER)                                                             | Laura Sivert (FRA)                                                |
| Kumite −68 kg     | Eda Eltemur (TUR)                                                | Miroslava Kopúňová (SVK)                                                      | Vassilikí Panetsídou (GRE)                                        |
| Kumite −68 kg     | Eda Eltemur (TUR)                                                | Miroslava Kopúňová (SVK)                                                      | Alizée Agier (FRA)                                                |
| Kumite +68 kg     | Ivana Perović (SRB)                                              | Aicha Boussebaa (HUN)                                                         | Kyriaki Kydonaki (GRE)                                            |
| Kumite +68 kg     | Ivana Perović (SRB)                                              | Aicha Boussebaa (HUN)                                                         | Nancy Garcia (FRA)                                                |
| Kumite par équipe | Croatie Sadea Bećirović Lucija Lesjak Lea Vukoja Mia Greta Zorko | Slovaquie Miroslava Kopúňová Lucia Kováčiková Hana Kuklová Ingrida Suchánková | Espagne María Espinosa Carlota Fernández María Nieto María Torres |
| Kumite par équipe | Croatie Sadea Bećirović Lucija Lesjak Lea Vukoja Mia Greta Zorko | Slovaquie Miroslava Kopúňová Lucia Kováčiková Hana Kuklová Ingrida Suchánková | France Alizée Agier Léa Avazeri Laura Sivert Jennifer Zameto      |

## Tableau des médailles
- Pays organisateur ( Turquie)

| Rang  | Nation            | Or | Argent | Bronze | Total |
| ----- | ----------------- | -- | ------ | ------ | ----- |
| 1     | Turquie           | 7  | 1      | 1      | 9     |
| 2     | Croatie           | 2  | 1      | 1      | 4     |
| 3     | Espagne           | 1  | 3      | 1      | 5     |
| 4     | Italie            | 1  | 2      | 4      | 7     |
| 5     | Slovaquie         | 1  | 2      | 0      | 3     |
| 6     | Hongrie           | 1  | 1      | 0      | 2     |
| 7     | France            | 1  | 0      | 7      | 8     |
| 8     | Ukraine           | 1  | 0      | 3      | 4     |
| 9     | Serbie            | 1  | 0      | 0      | 1     |
| 10    | Grèce             | 0  | 1      | 4      | 5     |
| 11    | Azerbaïdjan       | 0  | 1      | 2      | 3     |
| 12    | Allemagne         | 0  | 1      | 1      | 2     |
| 12    | Belgique          | 0  | 1      | 1      | 2     |
| 14    | Bulgarie          | 0  | 1      | 0      | 1     |
| 14    | Angleterre        | 0  | 1      | 0      | 1     |
| 16    | Écosse            | 0  | 0      | 1      | 1     |
| 16    | Géorgie           | 0  | 0      | 1      | 1     |
| 16    | Israël            | 0  | 0      | 1      | 1     |
| 16    | Macédoine du Nord | 0  | 0      | 1      | 1     |
| 16    | Portugal          | 0  | 0      | 1      | 1     |
| 16    | Suisse            | 0  | 0      | 1      | 1     |
| Total | Total             | 16 | 16     | 32     | 64    |